# Скано
Ска̀но (на италиански: Scanno, на местен диалект Scannë, Сканъ) е село и община в Южна Италия, провинция Акуила, регион Абруцо. Разположено е на 1050 m надморска височина. Населението на общината е 1889 души (към 2010 г.).